# A'erbengele
A'erbengele (kinesiska: 阿尔本格勒, 阿尔本格勒镇) är en köping i Kina. Den ligger i den autonoma regionen Inre Mongoliet, i den norra delen av landet, omkring 1 100 kilometer nordost om regionhuvudstaden Hohhot. Antalet invånare är 34986. Befolkningen består av 16 862 kvinnor och 18 124 män. Barn under 15 år utgör 14,0 %, vuxna 15-64 år 81 %, och äldre över 65 år 4,0 %.
Genomsnittlig årsnederbörd är 776 millimeter. Den regnigaste månaden är juli, med i genomsnitt 264 mm nederbörd, och den torraste är januari, med 6 mm nederbörd.